# Dialetto piacentino

Piantina dei dialetti parlati nel circondario di Piacenza

Il dialetto piacentino (dialëtt piaśintein, AFI [diaˈlət piaˌzĩˈtəi], [diaˈlot piaˌzĩˈtəi], [diaˈlət piaˌzĩˈtẽ] o [diaˈlot piaˌzĩˈtẽ]) è un dialetto della lingua emiliana, appartenente al gruppo linguistico gallo-italico, parlato in Italia nella provincia di Piacenza.
Presenta tratti di continuità con la lingua lombarda (soprattutto nel lessico e in diverse espressioni idiomatiche), pur evidenziando analogie con quella piemontese e differisce dai dialetti dell'emiliano, fatta eccezione per il parmigiano, per quanto riguarda la pronuncia; molteplici sono inoltre i tratti liguri che contraddistinguono le varietà dell'Appennino piacentino, parte dei quali raggiungono debolmente Piacenza. I secolari rapporti intrattenuti dalla città e dal suo circondario con Milano sono all'origine di caratteristiche lombarde, tanto che occasionalmente la provincia piacentina viene inclusa nell'area lombardofona. Tuttavia, fin dalla classificazione di Bernardino Biondelli del 1853 è annoverato fra le varietà di tipo emiliano nonostante i tanti caratteri lombardi.
Insieme al dialetto pavese occupa un ruolo centrale nell'ambito delle parlate gallo-italiche, confinando direttamente con tre dei quattro gruppi in cui esse si usano dividere.

## Diffusione e varianti
Il piacentino propriamente detto, con qualche variazione fonetica (legata alla pronuncia delle vocali), è parlato nella città di Piacenza, in Val Nure approssimativamente fino a Ponte dell'Olio incluso, in Val Trebbia approssimativamente fino a Travo incluso, nei comuni di Carpaneto Piacentino e Cadeo.
Suo connotato precipuo è la presenza dei dittonghi fonologici
- ëi (/əi/), generalmente scritto per convenzione <ein> e <eim> (bëi, vëi, lëi, mëit, tëip, trascritti anche bein, vein, lein, meint, teimp per bene, vino, lino mente, tempo)[14]
- ói (/oi/), convenzionalmente reso con <öin> nelle forme scritte (vói, cumói, avtói, ansói, trascritti anche vöin, cumöin, avtöin, ansöin per uno, comune, autunno, nessuno)[15]

formatisi in sostituzione di una consonante nasale scomparsa. Essi caratterizzano appunto il parlato diffuso dalla città fino alle colline a sud di essa, per spingersi anche a occidente, fino al confine con la provincia di Pavia.
In base a questo tratto vi si associano appunto la pianura piacentina a ovest della Trebbia, la Val Tidone e la tributaria Val Luretta, sebbene in tale area si registri qualche ulteriore cambiamento fonetico. Nel settore occidentale della provincia piacentina è infatti assente la palatalizzazione di A tonica latina in sillaba libera (æ oppure ɛ) tipica del piacentino centrale (si hanno andà, mar, sal e taś śu invece di andä, mär, säl e täś śu per andare, mare/madre, sale e tacere). Inoltre si segnalano mi, ti, chì e atsì invece di me, te, ché e atsé; sü e pü invece di sö e pö; picëi, pëi e deficiëit (scritti però per convenzione picein, pein e deficeint) invece di picin, pin e deficint.
Intorno alla fine della seconda guerra mondiale esistevano ancora quattro varianti nella sola parlata della città di Piacenza, mentre nelle frazioni era diffusa la pronuncia vocalica della campagna, quella che viene parlata fino in collina e che i piacentini definiscono "dialetto arioso" (dialëtt ariuś). Con questo nome è popolarmente identificato un tipo di pronuncia nel quale la vocale Ö corrisponde alla vocale centrale (/ø/) e caratterizzata dalla vocale neutra (/ə/) non dittongata, che in città assumono invece il suono di O chiusa (/o/).
In Val d'Arda e nella Bassa Piacentina il dialetto è comunque da ritenersi collegato al piacentino anche se presenta proprie particolarità, sia lessicali che fonetiche influenzate dalla prossimità con le parlate cremonesi, lodigiane e parmensi (ven e delinquent invece di vëi e delinquëit; picen, pien e deficent invece di picin, pin e deficint; andà invece di andä; nella Bassa anche: cald e giald invece di cäd e giäd; sütà invece di siguitä; tragnèra invece di carpìa). In alcuni comuni della pianura nord-orientale come Monticelli d'Ongina e Castelvetro Piacentino sfuma nel dialetto cremonese.
In alcuni dialetti della provincia di Parma, parlati in comuni confinanti con quella di Piacenza quali Fidenza e Salsomaggiore Terme, si rintracciano forti legami con il piacentino. Lo stesso avviene nel Basso Lodigiano dove a San Rocco al Porto, Caselle Landi e Guardamiglio, vicinissimi alla città di Piacenza, la parlata non si discosta eccessivamente da quella qui analizzata, almeno non più di quanto non lo sia quella della Bassa Pianura piacentina.

### Varietà orientali
Una della caratteristiche più evidenti delle varietà in uso a Fiorenzuola d'Arda e in Val d'Arda è l'assenza della palatalizzazione di a tonica in sillaba aperta (sal invece di säl) che caratterizza il dialetto di Piacenza e della parte centrale della provincia fino alle colline di Val Trebbia e Val Nure. La palatalizzazione, con varie sfumature, fu tuttavia osservata in alcune frazioni di Fiorenzuola d'Arda, ma svanisce nel capoluogo comunale, ad Alseno, Cortemaggiore, Besenzone e negli altri comuni della Bassa padana piacentina (Caorso, San Pietro in Cerro, Monticelli d'Ongina, Castelvetro Piacentino e Villanova sull'Arda) e a Fontana Fredda, frazione di Cadeo. È stata descritta in passato come a leggermente palatalizzata quella di Castell'Arquato, mentre Lugagnano Val d'Arda, Vernasca e Morfasso sono in linea con i centri della pianura per quanto riguarda l'assenza di palatalizzazione della a tonica. Si hanno così rava e cantà al posto di räva e cantä.
Altro tratto distintivo che emerge a Fiorenzuola d'Arda e Cortemaggiore sotto l'aspetto del vocalismo, avvicinando le varietà di questi paesi a quella del centro di Piacenza, è l'assenza dello scevà - una E neutra - (/ə/) e della Ö turbata (/ø/), che sono state entrambe sostituite da O chiusa (/o/).
La zona orientale del Piacentino si distingue anche per quanto riguarda la nasalizzazione delle vocali toniche che eliminano i dittonghi: come in parmigiano si hanno dent e ben accanto a von e non invece di dëit e bëi e vói e nói delle restanti varietà piacentine centro-occidentali (scritti però deint, bein, vöin, nöin con -n finali e dieresi utilizzate solo per mera convenzione ortografica in questi dittonghi). A Cortemaggiore, inoltre, si ha un dileguo di n, ossia un'assimilazione della nasale dentale alla parte precedente velare negli esiti in
- –ẽa: galẽa, cantẽa (galena, cantena)
- –õa: furtõa, lõa (furtona, lona)
- –ãa: lãa, tãa (lana, tana)

analogamente a quanto avviene a Busseto (provincia di Parma).
Fiorenzuola d'Arda, Bassa padana piacentina e Val d'Arda seguono poi il resto delle varietà piacentine nella caduta della R finale degli infiniti verbali a differenza di quelle parmensi ed emiliane in genere che hanno terminazione in -R.

### L'Appennino
Le varianti piacentine non coprono l'intero territorio della provincia di Piacenza e si arrestano prima del confine con quella di Genova: le alte valli appenniniche sono infatti interessate da forme di transizione tra emiliano e ligure o da dialetti liguri.
Numerosi tratti liguri si rintracciano dunque nel Piacentino in Val d'Arda in parte del comune di Morfasso, in Val Nure nei comuni di Farini e Ferriere (ma con propaggini fino al comune di Bettola), in Val d'Aveto e in parte della Val Trebbia (parte dei comuni di Coli e Corte Brugnatella). Ciò emerge da un punto di vista
- lessicale: malä in piacentino, marottu in alcune zone dell'alta Val Nure per ammalato
- fonetico: desinenza in -ó (-'o) nel participio passato della prima coniugazione (cantó invece di cantä o cantà[23]); rotacismo di L in R anche dove assente in piacentino (einsarata invece di insalata)
- morfologico: mantenimento di vocali finali diverse da a[21] come nel comune di Morfasso câdu invece di cäd; gat in piacentino e pure gat a Ferriere, ma gattu nelle frazioni di Ferriere e in altri centri montani di Val Nure, Val Trebbia, Val d'Aveto e Val d'Arda; articolo determinativo maschile singolare u invece di al[23], mentre a Bobbio u e ar.

Tuttavia, è a sud di Bobbio che si entra in un'area linguisticamente ligure. L'alta Val Trebbia e le valli tributarie, zona che ha subito un forte spopolamento nel XX secolo, presentano dialetti liguri di tipo genovese caratteristici della montagna e con tratti comuni alle parlate della Val Graveglia genovese. I comuni interessati sono quelli di Ottone, Zerba e Cerignale dove sono presenti a livello fonetico diversi elementi arcaici del genovese rurale. In particolare è Zerba ad avere mantenuto alcune proprietà più arcaiche del ligure di montagna.
La zona presenta comunque alcune caratteristiche comuni al piacentino e agli altri idiomi della Pianura padana, che non hanno però tolto validità all'ipotesi di attribuire al gruppo ligure i dialetti di Ottone, Zerba e Cerignale. Ciò si riscontra:
- nell'assenza della palatalizzazione dei nessi latini PL, BL e FL: piasa, biancu e fiuru come nel piacentino piasa, bianc e fiur e differentemente dal genovese ciasa, giancu e sciù;
- nell'assenza delle vocali lunghe e brevi del genovese;
- nei pronomi dimostrativi cul e cust come in piacentino e diversamente dal genovese quest e quel;
- nel pronome personale tonico di terza persona maschile lü a Ottone come in piacentino (rimane lé, identico al femminile come nel genovese, a Cerignale e in alcune frazioni di Ottone);
- nella presenza di tre coniugazioni verbali come in piacentino (solo all'infinito esiste una quarta) contro le quattro del ligure;
- a Cerignale nell'adozione della palatalizzazione di A tonica in sillaba libera tipica del piacentino centrale, sebbene non sia presente in altri dialetti piacentini confinanti, quali quelli delle frazioni di Bobbio: schéra, réva, ciamé analogamente al piacentino schèla, rèva, ciamè e differentemente dal ligure sca-a (genovese) o scara, rava, ciamà.

Infine, sul settore nominale si nota un certo orientamento verso il piacentino.

#### Bobbio
Nella fascia di alta collina e montagna anche Bobbio ha sviluppato un dialetto (ar dialèt bubièiś) del tutto peculiare e che vanta proprie peculiarità fonetiche, morfologiche e lessicali rispetto al piacentino propriamente detto. Se oggi la zona è caratterizzata da un forte spopolamento, anticamente il paese era un centro di scambio situato lungo la Via del sale, che collegava la Pianura Padana al Genovesato. Oltre che a Bobbio, detto dialetto è parlato approssimativamente nei luoghi dell'antica Contea di Bobbio sostituita nel 1743 dalla Provincia di Bobbio fino all'unità d'Italia, che comprendeva zone oggi inserite nelle province di Piacenza e di Pavia. Tale area d'influenza del bobbiese, può essere circoscritta alla parte più settentrionale del comune di Corte Brugnatella e a gran parte di quello di Coli, ma anche in alcuni luoghi della Val Tidone e della Val Luretta più prossimi a Bobbio (Alta Val Tidone e Pianello Val Tidone). Si estende inoltre nei più vicini territori della provincia di Pavia (Menconico, Romagnese, Zavattarello e in parte Colli Verdi).
Detta varietà si contraddistingue per la compresenza di elementi genericamente emiliani e più specificatamente di area piacentino-pavese, lombardo occidentali, piemontesi e liguri. Sul fronte della fonetica mantiene la palatalizzazione emiliana di a tonica in sillaba aperta tipica del piacentino parlato nella parte centrale della provincia fino alla fascia collinare (parlä, bräg), ma solo nella variante del capoluogo comunale. Segue i dialetti dell'Appennino piacentino nella realizzazione in /ø/ da o breve latina quando nei restanti dialetti della provincia è /ɔ/ (öc’ e śnöc’ invece di òc’ e śnòc’) e di /ø/ da o lunga latina in sillaba aperta dove altrove è /ɔ/ (bröd e scöra invece di bròd e scòla).
Si nota la dittongazione in corrispondenza di una Ě breve latina (mèiś, candèira, piemuntèiś), estesa anche ad altre aree dell'Appennino piacentino, tipica del piemontese e del ligure. Tuttavia, il bobbiese non realizza la dittongazione tipica di certe varietà piacentine e pavesi che precede la n o la m (come in lombardo occidentale si hanno vin, cüsin e baśin invece di vëi, cüsëi e baśëi, ma anche vün, ognidün e nün invece di vói, ognidói e nói; come in altri dialetti della montagna e della Bassa Pianura piacentina vent, sempar, sarpent invece di vëit, sëipar, sarpëit).
Assente lo scevà del piacentino extramurario, sostituito da E aperta (dialèt e pès invece di dialët e pës).
In ambito morfologico si registra il dualismo degli articoli indeterminativi, resi con u e ar al maschile e a e ra al femminile: il primo tipo di matrice ligure e il secondo diffuso in alcune aree del Basso Piemonte e riscontrato in alcune varietà dell'Oltrepò pavese. Come negli altri dialetti dell'Appennino piacentino, più prossimi al contatto con il ligure, rotacismo di l si manifesta con maggiore frequenza: candèira e scöra invece di candela e scòla.
Se i participi passati della prima coniugazione terminano con la palatalizzazione della a tonica come nel piacentino centrale e urbano (cantä), quelli di altre coniugazioni e gli ausiliari non terminano per vocale tonica ma, con occlusive dentali (stat, finit, avid) analogamente ad alcune varietà lombarde.

## Caratteristiche
Da un punto di vista fonetico e morfologico il piacentino è in linea con alcuni fenomeni caratteristici dell'emiliano, dal quale talvolta si discosta per avvicinarsi maggiormente al lombardo.
Un elemento tipico dell'emiliano, frequentemente rintracciabile nel piacentino, è la prostesi della A. Ciò fa sì che sia possibile aggiungere questa vocale alla forma tradizionale. Esempio: bśont (unto) può diventare abśont e sporc (sporco) asporc se la parola precedente termina per consonante (piatt abśont; tütt asporc).
Un altro tratto peculiare di tutte le varietà emiliane, dunque anche del piacentino, è la sincope delle vocali non accentate, specialmente E. Esempio: rëśga, lcä e rśintä (diversamente dal
milanese rèsega, lecà e resentà). Le ultime due forme piacentine indicate nell'esempio, in quanto inizianti per consonante, possono comunemente diventare alcä e arśintä per prostesi (come nel bolognese alchèr e arṡintèr). La sincope non è però così diffusa come in altre parlate di tipo emiliano (bolognese ṡbdèl, ma piacentino uspedäl come milanese uspedal), poiché si riduce notevolmente a ovest di Parma.
Contrariamente a quanto avviene in emiliano, ma analogamente al lombardo e al piemontese, le desinenze dei verbi all'infinito non terminano in -R (piacentino andä come nel milanese andà e differentemente dal bolognese andèr). Si hanno anche casi di “desinenza zero”: piäś.
Caratteristico di diverse varietà liguri e lombarde, il fenomeno del rotacismo di L intervocalica in R, si riscontra occasionalmente anche in piacentino: saracca (salacca), canarüss (gola, laringe, esofago; è presente anche canalüss). In linea con il ligure e alcuni dialetti del lombardo e del piemontese, il rotacismo si manifesta anche in alcuni nessi nei quali L è seguita da consonante: surc (solco), carcagn (calcagno, tallone), curtell (coltello). Queste particolarità si intensificano nel dialetto bobbiese, in quelli di transizione fra emiliano e ligure e liguri parlati sull'Appennino piacentino.
Sono invece condivisi con le varietà piemontesi occidentali i peculiari dittonghi ëi (/əi/), generalmente scritto per convenzione <ein>, e ói (/oi/), convenzionalmente reso con <öin>.
Rispetto agli altri dialetti dell'Emilia-Romagna, il piacentino è inoltre interessato da un maggiore dileguo consonantico (pòr per povero).
Dal punto di vista lessicale, il piacentino risulta particolarmente orientato verso il lombardo, ma anche verso il piemontese e il ligure.

### Fonetica
Il piacentino presenta diverse somiglianze fonetiche tanto con i dialetti dell'emiliano, quanto con quelli del lombardo e del piemontese.
In generale, condivide con gli altri dialetti del gruppo linguistico gallo-italico
- la generale tendenza all'apocope ("caduta") delle vocali finali diverse da A. Tra le eccezioni vi sono le desinenze finali in -I di voci dotte (forsi, quäśi, difatti) e in -U, quest'ultima attestata anche nei contigui dialetti della zona di Fidenza, Salsomaggiore e Busseto (PR)[33] (trenu, coccu, diu);
- l'assenza di consonanti geminate (doppie), ovvero, a partire dal latino si verifica uno scempiamento consonantico (CATTUS > gat 'gatto'); è stato tuttavia osservato che, pur essendo assente una geminazione come quella dell'italiano, le consonanti assumono un suono un po' più lungo di quello della consonanti singole ma comunque più breve di quello delle consonanti doppie[35];
- la palatizzazione dei complessi latini CL- e GL- in c(i), g(i) (es. CLAMARE > ciamä 'chiamare', GLAREA > gèra 'ghiaia');
- la lenizione delle consonanti occlusive sorde intervocaliche (es. FATIGAM > fadiga 'fatica', MONITAM > muneda 'moneta').

In linea con le altre varietà emiliane si notano
- la trasformazione di -CE, -GE in affricate alveolari sorde o in sibillanti (per esempio GELUM > śel 'gelo');
- la palatalizzazione di A tonica latina in sillaba libera (/æ/ oppure /ɛ/), esistente anche in piemontese e francese (es. SAL > säl ‘sale’, CANTĀRE > cantä ‘cantare’), spiegata spesso attraverso l'ipotesi del substrato celtico[36]. È diffusa a Piacenza e nella parte centrale della provincia, ma ne restano esclusi i settori orientali, nordorientali e occidentali, oltre alle aree meridionali di transizione con il ligure. Generalmente, infatti, in Emilia è presente in modo discontinuo in pianura e nelle zone collinari, ma è poco diffusa o comunque introdotta recentemente sull'Appennino. Per quanto riguarda il Piacentino si tratta di un'innovazione irradiatasi da Parma[37][23], in maniera non uniforme, almeno dai tempi del Ducato di Parma e Piacenza, e che avrebbe sostituito un più diffuso modello settentrionale in A il cui epicentro era probabilmente Milano[23]. Da Piacenza si è poi spinto poi nei centri della provincia, non coinvolgendo però la maggior parte del territorio provinciale[38]. Il piacentino urbano fa registrare questo fenomeno anche in äi, mdäia e päia (aglio, medaglia e paglia) a differenza del parmigiano e dell'emiliano centrale[37].

Avvicinano il piacentino al lombardo, accomunandolo anche ai dialetti emiliani parlati in Lombardia, quali il pavese e mantovano (da alcuni definiti anche “dialetti lombardi di crocevia”)
- la palatalizzazione tipicamente lombarda del gruppo –CT- latino, ormai però solo in alcuni lessemi (es. TECTUM > ticc' ‘tetto’)[40]
- l'esito in U della Ō lunga e Ŭ breve latine in sillaba aperta (FLOS > fiur, ‘fiore’);
- l'esito in U della Ō lunga latina e il mantenimento della Ŭ breve in sillaba chiusa (MUSCA > musca ‘mosca’);
- l'esito in Ö (/ø/)[41] della Ŏ breve latina in sillaba aperta (NOVU > növ)[42] al di fuori della cinta muraria urbana di Piacenza[43];
- l'evoluzione in Ö (/ø/) oppure Ü (/y/) della Ū lunga latina (PLUS > pö, pü 'più').

La presenza delle vocali arrotondate Ö e Ü ha causato uno "spostamento vocalico", per mezzo del quale la o latina appare come u (POTÌRE > pudì 'potere').
Un tratto che contraddistingue il piacentino centro-occidentale è la riduzione a -ëi della Ī lunga e della e latine dinanzi a nasale: si hanno vëi e tëip (prevalentemente scritti vein e teimp solo per convenzione ortografica) per vino e tempo. Tale elemento è presente a partire dall'Alessandrino con -ei e prosegue ancora nell'Oltrepò pavese, finché la E assume il suono di una E neutra (/ə/) nel Piacentino. Questa caratteristica si estingue però già nella parte orientale della provincia di Piacenza.
Fenomeno assente nel resto dell'emiliano, a eccezione dei dialetti della zona di Fidenza, Busseto e Salsomaggiore (PR), tortonese, oltrepadano e alcune varietà mantovane, è l'evoluzione in Ë (/ə/) della e lunga e della i breve latine in sillaba chiusa (FRIGIDUS > frëdd ‘freddo’) in quasi tutto il territorio piacentino a esclusione di Piacenza, di Fiorenzuola d'Arda e Cortemaggiore, dove è resa come una O chiusa (/o/) (FRIGIDUS > frod ‘freddo’). La Ë è conosciuta anche come tratto caratteristico del piemontese.
Generalmente estranea ai gruppi dialettali dell'emiliano e del lombardo è l'articolazione della vibrante uvulare (ʁ). Tale peculiarità è stata invece osservata in Valle d'Aosta, in alcune vallate del Piemonte occidentale e in una piccola area compresa tra l'Alessandrino e il settore occidentale del Parmense. Tuttavia conserva un suo tratto distintivo rispetto a quella francese, parmense o alessandrina, in quanto nel Piacentino appare come una fricativa uvulare sonora.

## Ortografia e norme di pronuncia
Il piacentino manca di una normata codificazione dell'ortografia: pertanto, sono state a lungo dibattute alcune questioni a essa legate; per esempio per decenni è rimasto irrisolto il dubbio riguardante l'opportunità di rendere graficamente il suono della s sonora (come nell'italiano rosa e chiesa) con S o Z (rösla o rözla, cesa o ceza?); la soluzione contemplata dall'Ortografia piacentina unificata, proposta nel 2012 dalla rivista culturale locale «L'urtiga», è quella dell'uso di una S sormontata da un punto (conosciuto come punto sovrascritto): Ṡ. Tale decisione è però stata superata quattro anni più tardi con la modifica del segno diacritico sopra la consonante, passando dal punto sovrascritto a un accento acuto: Ś.
Inoltre il principale dizionario novecentesco solleva il problema dell'opportunità di indicare o no le consonanti geminate (vale a dire le doppie) sull'esempio del toscano, pur risultando esse assenti nei dialetti gallo-italici (scempiamento): an e caval per anno e cavallo. Il raddoppio grafico delle consonanti è suggerito nelle proposte ortografiche più recenti per evidenziare la brevità della vocale tonica che le precede: péll con vocale breve ('pelle') in opposizione a pél con vocale lunga ('pelo'). Tuttavia, è stato osservato che in piacentino le consonanti che seguono alcune vocali brevi, pur non essendo raddoppiate come in italiano, paiono avere un suono un po' più lungo di quello corrispondente in altri dialetti gallo-italici; ciononostante, seppur leggermente più lungo, tale allungamento non sembra di durata pari a quella dell'italiano.
È ritenuto facoltativo indicare il suono K in finale di parola aggiungendo una h alla c, pertanto sono possibili le ortografie pratic e pratich (pratico).
Nella descrizione sottostante non sono state considerate in dettaglio le varietà appenniniche, sensibilmente diverse dal piacentino e dai suoi sottodialetti, che possono comunque essere trascritte secondo le indicazioni dell'Ortografia piacentina unificata.
- A può essere come la A italiana (/a/), ma spesso è soggetta a dileguo e ammutolisce, appare indistinta, poco accennata e in questo caso è di difficile definizione fonetica[54]. Generalmente appare simile a una vocale posteriore semiaperta non arrotondata (/ɐ/), che può essere confusa con /ə/ (esempio: La Varnasca o La Vërnasca per indicare il comune di Vernasca, dove nella seconda versione la E turbata è appunto pronunciata come la /ə/ delle varietà extraurbane). Riconosciuto come tratto caratteristico del piacentino, del pavese, dell'oltrepadano e del tortonese, questo fenomeno si registra in diverse situazioni: sempre in finale di parola, ma anche all'inizio, per esempio in al (l'articolo determinativo maschile singolare), quando la vocale non è accentata o si trova davanti a M e N[55];
- À come a italiana;
- Ä è pronunciata come un suono intermedio tra A ed È (/æ/), oppure come una È (/ɛ/). Il fenomeno non si è esteso alla pianura a occidente della Trebbia, alla Val Luretta, alla Val Tidone, alla Val d'Arda, alla bassa pianura nord-orientale e a buona parte dell'area appenninica, dove è pronunciata come A. Peculiarità della zona collinare a sud della città è quella di pronunciarla come una semplice A esclusivamente nel dittongo -äi o nel trittongo -äia (mäi, caväi, tuäia);
- E può avere due suoni: uno è quello aperto di È in italiano (/ɛ/), l'altro è quello chiuso di É (/e/). Tuttavia si possono riscontrare alcune differenze nel piacentino parlato entro le mura del centro storico di Piacenza e quello rustico[46]; per esempio in città ricorre una E chiusa (suréla, méral, pérd, térs), mentre nei centri della provincia la vocale si apre (surèla, mèral, pèrd, tèrs)[56]. Vi sono comunque parole in cui il suono chiuso [e] è mantenuto anche fuori città (vérd) e quello aperto è presente anche in città (lègn);
- Ë si impiega per trascrivere
  - la E neutra (/ə/, come nel francese recevoir) della quasi totalità dei suddialetti piacentini per esempio in casëtt, bëcc, biciclëtta, sigarëtta, al vëdda (spesso vi sono ambiguità e incertezza tra Ë pronunciata come /ə/ ed /ɐ/, cioè una a chiusa, tant'è che talvolta i dizionari novecenteschi riportano alcune parole scritte in due versioni, come vërdüra e vardüra, inërbä e inarbä, spëcera e spacera[49], ma anche vëcin e vërteinsa al posto di vacin e varteinsa[57]);
  - la O chiusa (/o/) come allofono di /ə/ presente nella varietà urbana e in quelle di Cortemaggiore e Fiorenzuola d'Arda (centri nei quali il dialetto si discosta parzialmente dal piacentino) per casótt, bócc, biciclótta, sigarótta, al vódda (che si scrivono però casëtt, bëcc, biciclëtta, sigarëtta, al vëdda uniformemente alle restanti varietà)
- O raffigura due suoni:
  - quello sempre 'aperto di Ò (/ɔ/) delle varianti di pianura e collina, come nell'italiano parola, ed è indicato con O;
  - quello chiuso di Ó (/o/) tipico delle varietà appenniniche,, come nell'italiano dono, e può sempre essere reso graficamente con O, ma scriverlo con 'Ó' aiuta a identificarlo;
- Ö rende graficamente due suoni:
  - la O chiusa (/o/) a Piacenza e nella zona di Fiorenzuola d'Arda e Cortemaggiore;
  - la Vocale anteriore semichiusa arrotondata (/ø/) di tutte le altre varietà piacentine, analogo al dittongo francese eu in beurre e alla Ö tedesca in schön[45];
- U come vocale posteriore chiusa arrotondata (/u/) in italiano;
- Ü vocale centrale (vocale anteriore chiusa arrotondata (/y/) corrispondente alla U francese di but o alla Ü nel tedesco brüder;
- N può essere una nasale alveolare come quella dell'italiano, oppure essere utilizzata ortograficamente per indicare che la vocale precedente è nasale (/ã/ in man, banca, gambar, /ɔ̃ / o /õ/ in bon, mond, /ũ/ in cuntör, muntagna e nelle zone orientali e appenniniche del Piacentino anche /ẽ/ in ven, temp);
- M è una nasale bilabiale come in italiano oppure si scrive invece per indicare una vocale nasale (compit, gambar)[58]. ;
- R caratteristica molto comune tra i piacentini, soprattutto della città, che con il passare del tempo sembra in fase di declino[59], è quella di pronunciare una vibrante uvulare (ʁ), in particolare appare come una fricativa uvulare sonora;
- S s sorda dell'italiano sole (sul, ragass, castell);
- Ś s sonora dell'italiano casa (śia, bräśa, pianś);
- C e CC' : hanno un suono palatale di "c" dell'italiano cena (ceśa, ciod, śnocc' , ciacc'ra, cavicc');
- G seguita da E, I suono palatale come G dell'italiano gelo
- GG in finale di parola: suono palatale come G dell'italiano gelo (arlogg' , magg' , śgagg'  ecc.);
- S'C: s+c' palatale e disgiunte (s'ciüss, s'ciappa, s'cianc, brus'ciä);
- GL: suona g+l (disgiunte) se di fronte a ë;
- C davanti ad A, O, Ö, U, Ü: k (cà, ca, cott, cöś, cust, cüś);
- CC (facoltativamente ch) in posizione finale (cicc, biślacc o facoltativamente cicch, biślacch);
- CH: k (chippia, chiet e facoltativamente in finale di parola simpatich, alfabetich).
- <EIN>, <EIM> rappresentano il dittongo /əi/ caratterizzante le varietà centro-occidentali del Piacentino in bein, vein, deint, steimbar, leimp, teimp nei quali la N e la M etimologiche non vengono normalmente pronunciate[58] se non sono seguite da A finale (galeina, gabeina)[14] oppure, unica vera eccezione, nei plurali dei sostantivi femminili di alcune varietà, quali quelle del centro storico di Piacenza e di Castel San Giovanni: /ky'zəin/ per cugine contro /ky'zəi/ per cugino e cugini (ma tutti resi ortograficamente con cüśein nonostante le due diverse pronunce)[14]. Alcuni autori propongono di utilizzare <EIN> per rappresentare anche le E nasali (/ẽ/ ed /ɛ̃/) dei dialetti orientali, nord-orientali e appenninici in cui il dittongo /əi/ non è presente[14];
- <ÖIN> è la trasposizione ortografica del peculiare dittongo /oi/ delle varietà piacentine centro-occidentali, nel quale la prima vocale si pronuncia come la O chiusa italiana di Roma seguita da I ed N non è pronunciata (etimologica) in cumöin, cöint, avtöin (la N si pronuncia solo se seguita da A finale come in furtöina e löina)[15]. Alcuni autori suggeriscono l'impiego del trigramma anche per i differenti esiti presenti nei dialetti appenninici, nordorientali e orientali, quali /øŋ/ e /oŋ/[15].

## Confronto con l'italiano
- Il piacentino ha una maggiore ricchezza vocalica dell'italiano; la pronuncia delle vocali, inoltre, cambia da una zona all'altra, risultando più aperta o più chiusa.
- Le sillabe latine ce/ci/ge/gi sono diventate sibilanti: gingiva ha dato śinśìa;
- Al contrario dei pronomi soggetto dell'italiano che derivano direttamente dai pronomi soggetto latini, quelli del piacentino derivano dai pronomi oggetto del dativo latino. Per questo i pronomi oggetto del piacentino assomigliano ai pronomi oggetto dell'italiano (fatto che in tempi di minor scolarizzazione e diffusione dell'italiano creava problemi e confusione): me/mi (io), te/ti (tu), lü (egli), le (ella), nuätar/noi (noi), viätar (voi), lur (essi, esse).
- A differenza dell'italiano dove la negazione precede il verbo (es: non bevo), nel piacentino avviene il contrario e la negazione segue il verbo: bev mia. La negazione miga, utilizzata, dai due principali poeti dialettali piacentini sembra ormai un arcaismo scomparso, sostituita da mia.
- È molto diffuso l'impiego di verbi frasali, cioè verbi seguiti da una preposizione o da un avverbio che ne altera il significato primario, come avviene in inglese[60] (es: "to take", "to take off", "to take down"). Ad esempio il verbo lavä (lavare) può diventare lavä śu (lavare i piatti); tirä (tirare, trainare) può diventare tirä via (togliere); trä (tirare, lanciare) può diventare trä sö (sü)/trä indré (vomitare), trä via (gettare, buttare), trä śu (buttare giù, demolire). Specialmente trä sö/sü, trä via e lavä śu ricordano curiosamente le forme inglesi "to throw up", " to throw away" e "to wash up", di cui hanno lo stesso significato. Analogamente, dä via (regalare) ricorda l'inglese "give away".
- È più diffuso l'uso del modo finito del verbo (forma esplicita) al posto dell'infinito: so di scrivere male è reso con so ca scriv mäl.

## Usi attuali e conservazione
Come per tutti i dialetti d'Italia anche per il piacentino è iniziata una progressiva e costante diminuzione del numero di parlanti a partire dalla fine della Seconda guerra mondiale.
Secondo un'indagine realizzata nel 2019 dalla Facoltà di Economia e Giurisprudenza della sede di Piacenza dell'Università Cattolica del Sacro Cuore, su un campione di 1200 intervistati della provincia di Piacenza il 25% ha dichiarato di non parlare mai in piacentino, il 33% di farlo con i parenti, il 26% con gli amici e il 4% sul posto di lavoro, mentre il 12% ha affermato di non conoscerlo.
Sono ancora diffuse le rappresentazioni teatrali in piacentino, prevalentemente commedie. Nelle manifestazioni pubbliche, l'idioma locale costituisce uno degli elementi caratterizzanti il Carnevale di Fiorenzuola d'Arda, conosciuto come Zobia.
Accanto ad una tradizionale canzone dialettale, che ha la sua massima manifestazione nella rassegna in programma per le celebrazioni del patrono a Piacenza, il piacentino si esprime anche nella musica contemporanea grazie ad alcuni artisti i cui lavori sono promossi in campo nazionale. Infatti, brani folk rock in piacentino sono stati incisi negli album Da parte in folk (2011) e La sirena del Po (2012) del cantautore Daniele Ronda. Precedentemente, il gruppo rock and roll Lilith and the Sinnersaints ha pubblicato l'extended play L'angelu nassuu dall'etra pert (2009) e un paio di altri brani contenuti in Revoluce (2012), impiegando il dialetto di Centenaro, frazione di Ferriere, di transizione tra emiliano e ligure, che fu già sperimentato nella canzone Guerra contenuta nell'omonimo mini-album (1994). Altri esempi di uso del piacentino nella musica contemporanea provengono da band locali.
A partire dagli anni dieci del XXI secolo sono stati tradotti in piacentino diverse versioni delle Avventure di Pinocchio, alcuni brani del Vangelo domenicale, la Genesi, la Bibbia, Canto di Natale e Il piccolo principe. È inedito invece il manoscritto della traduzione della Divina Commedia. Interamente girato in piacentino è il documentario Amricord (2013).
La principale associazione impegnata nella conservazione e promozione del dialetto piacentino è la Famiglia Piasinteina, analogamente a Ra Familia Bubiéiza per il bobbiese. Intervento a favore del piacentino da parte di una banca locale è invece l'istituzione di un Osservatorio permanente del dialetto. L'amministrazione comunale di Piacenza, con il contributo della Regione Emilia-Romagna, ha sostenuto per un triennio la campagna promozionale #parlummpiasintein nel cui ambito è stata prodotta la prima serie web in emiliano, I strass e la seda (2020).

### Studi generali
- Introduzione alla dialettologia italiana, Corrado Grassi, Alberto A. Sobrero, Tullio Telmon, Editori Laterza, Bari, 2003
- Saggio sui dialetti Gallo-italici, Bernardino Biondelli, Milano, 1853
- Profilo linguistico dell'Emilia-Romagna, Fabio Foresti, Editori Laterza, Bari, 2010
- Dialetti emiliani e dialetti toscani. Le interazioni linguistiche fra Emilia-Romagna e Toscana e con Liguria, Lunigiana e Umbria voll. II e III, Daniele Vitali, Pendragon, Bologna, 2021

### Studi sul piacentino
- Fonetica del dialetto di Piacenza, Egidio Gorra, Max Niemeyer Verlag, 1890
- Il dialetto piacentino, Leopoldo Cerri, Tipografia Solari, Piacenza, 1910
- Studi sui dialetti della Valdarda. Fonologia del dialetto di Fiorenzuola, Mario Casella, Unione tipografica cooperativa, Perugia, 1922
- Il dialetto bobbiese, Enrico Mandelli, Tipografia Columba, Bobbio, 1995
- Bobbio che parla, Pietro Mozzi, Bobbio
- L'ottonese: un dialetto ligure, in: Studi linguistici sull'anfizona ligure-padana, Lotte Zörner, Alessandria, 1992

### Grammatiche
- Corso di dialetto piacentino, Guido Tammi ed Ernesto Cremona, ed. Banca di Piacenza, Piacenza, 1974
- Grammatica Bobbiese, Gigi Pasquali, Bobbio, 2009
- Piaśintein da 0. Curs ad piaśintein vol. I, Fabio Doriali e Filippo Columella, Officine Gutenberg, Piacenza, 2021
- Piaśintein da 0. Curs ad piaśintein vol. II, Fabio Doriali e Filippo Columella, Officine Gutenberg, Piacenza, 2022

### Dizionari
- Vocabolario Piacentino-Italiano, Lorenzo Foresti, Forni Editore, Sala Bolognese, 1981 (ristampa anastatica)
- Piccolo Dizionario del Dialetto Piacentino, Luigi Bearesi, Editrice Berti, Piacenza, 1982
- Vocabolario Piacentino - Italiano, Guido Tammi, Ed. Banca di Piacenza, Piacenza, 1998
- Vocabolario Italiano - Piacentino, Piergiorgio Barbieri, Mauro Tassi, 2021
- Vocabolario del Dialetto Bobbiese, Gigi Pasquali - Mario Zerbarini, Edizioni Amici di San Colombano, Bobbio, 2007
- Dizionario del dialetto dell'alta val d'Arda, Andrea Bergonzi, Lir, Piacenza, 2012
- Maràssa & Curiàtta, il primo dizionario del dialetto groppallino, Claudio Gallini, Lir, Piacenza, 2015

### Ortografia
- Prontuario ortografico piacentino, Luigi Paraboschi, Andrea Bergonzi, Ed. Banca di Piacenza, Piacenza, 2016